# Vodíkový automobil

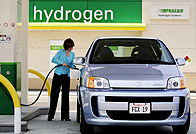
Tankování vodíkového vozu

Vodíkový automobil je takový automobil, který využívá pro svůj pohon vodík. Vozidla převádějí chemickou energii vodíku na energii mechanickou a to buď přímým spalováním vodíku v pístovém či rotačním spalovacím motoru, nebo častěji reakcí vodíku s kyslíkem v palivovém článku spojeném s výrobou elektřiny pro pohon elektromotoru vozidla (FCEV).

## Přímé spalování vodíku v motoru

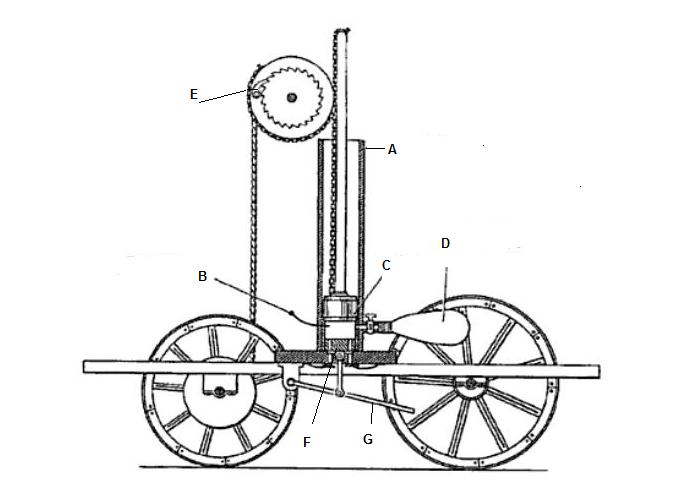
Nákres prvního automobilu spalujícího směs vodíku sestrojeného Francois Isaac de Rivazem

Vodíkový spalovací motor pracuje stejně jako benzínový nebo naftový motor. U zážehového typu motoru se vodíkové palivo vstřikuje do sání nebo do spalovacího prostoru a zažehne zapalovací svíčkou. U vznětového motoru se vodíkové palivo vstřikuje pod vysokým tlakem do spalovacího prostoru.

### Historie
François Isaac de Rivaz sestrojil roku 1806 pístový spalovací motor s elektrickým zapalováním. Palivem pro tento motor byla směs plynného vodíku a vzduchu. Roku 1807 motor namontoval na vozidlo se čtyřmi koly vzdáleně podobné dnešním automobilům. Tento motor, s takzvaným volným pístem, je považován za první spalovací motor na světě. Roku 1808 si nechal motor patentovat. Tento motor postavil roku 1813 ještě na jedno vozidlo dlouhé šest metrů.
V roce 1820 vydal reverend W.Cecil knihu On the application of hydrogen gas to produce a moving power in machinery. V knize je popsán vakuový motor, který je poháněn pomocí atmosférického tlaku a podtlaku vzniklého explozí po smíchání vodíku a vzduchu.
Konstruktér a vynálezce Nicolaus August Otto kolem roku 1880 použil pro svůj motor jako palivo syntetický plyn tvořený z 50 % vodíkem.
Hydroelektrárenská společnost v Norsku v roce 1933 upravila nákladní vozidlo pro pohon na vodík. Vodík se vyráběl přímo na vozidle.
Boris Schelishch v letech 1941 až 1944 za druhé světové války při obléhání Leningradu přestavěl 200 nákladních vozidel GAZ AA na pohon vodíkem.

### Současnost

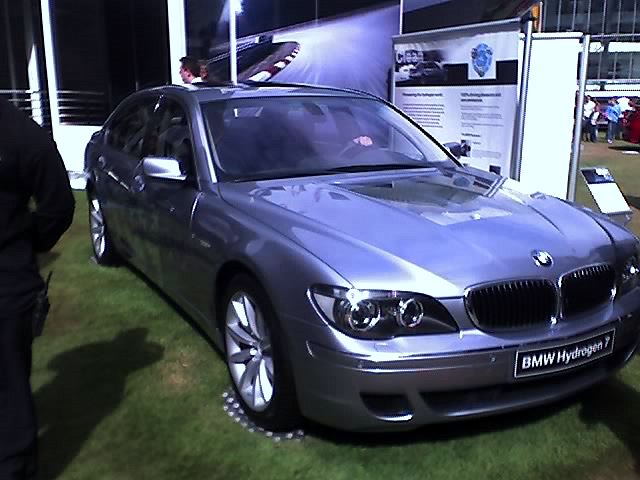
BMW Hydrogen 7

Ke spalování vodíku se využívají upravené konvenční čtyřtaktní zážehové nebo vznětové pístové motory.

#### BMW

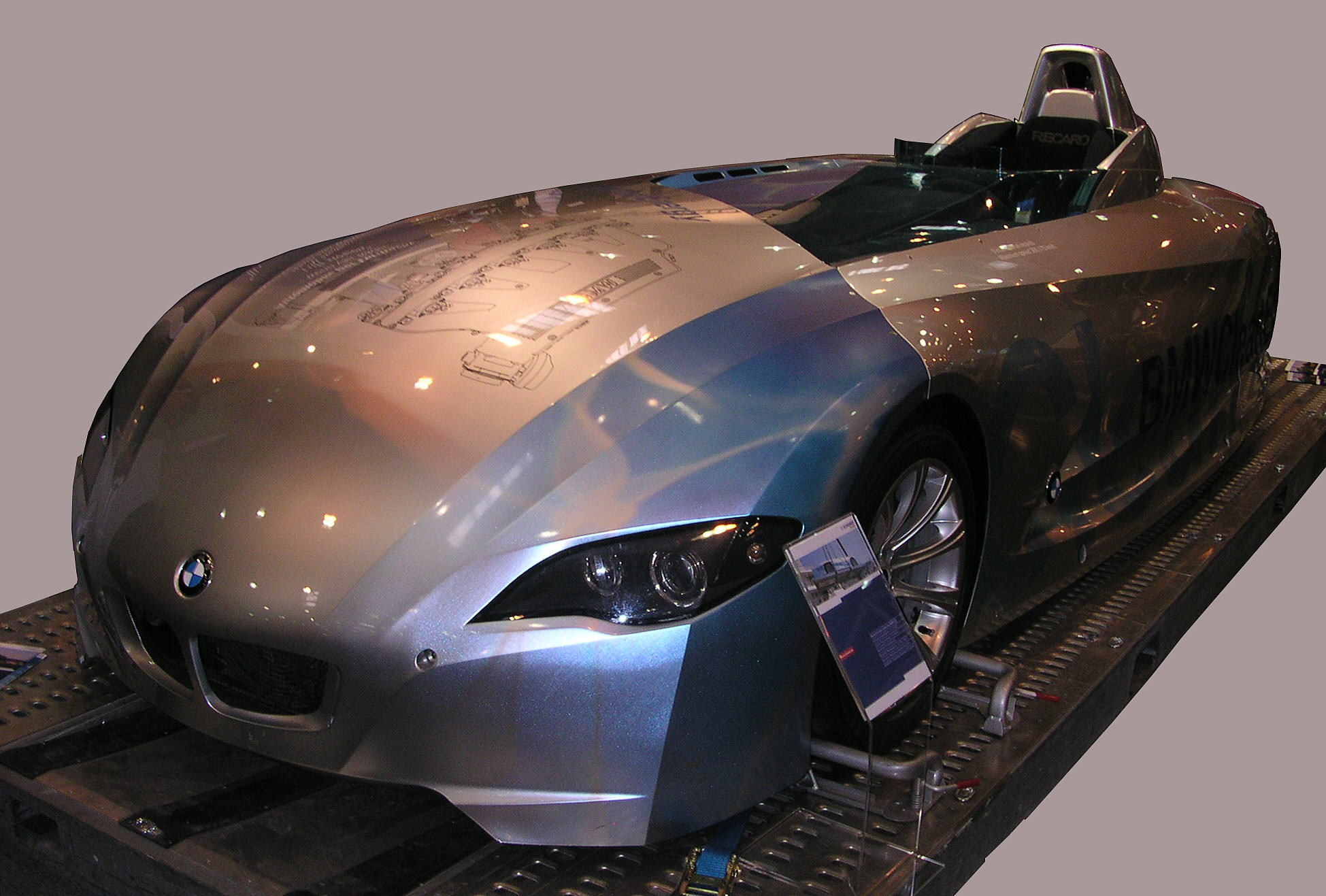
Prototyp BMW H2R (rok 2007)

Vozidlo BMW Hydrogen 7 je automobil, který dovede spalovat jak vodík, tak benzín. Má dvanáctiválcový čtyřdobý spalovací motor o objemu 5972 cm3 a výkonu 194kW (260 koní).
BMW H2R je prototyp určený k překonání rychlostních rekordů mezi automobily na vodíkový pohon.
Automobilka BMW v roce 2009 vyvinula motor spalující vodík s účinností 42 %. Motor má vstřikovače, které dodávají vodík pod tlakem 300 barů. Proto je motor vznětový a nemusí mít zapalovací svíčku.

#### Mazda

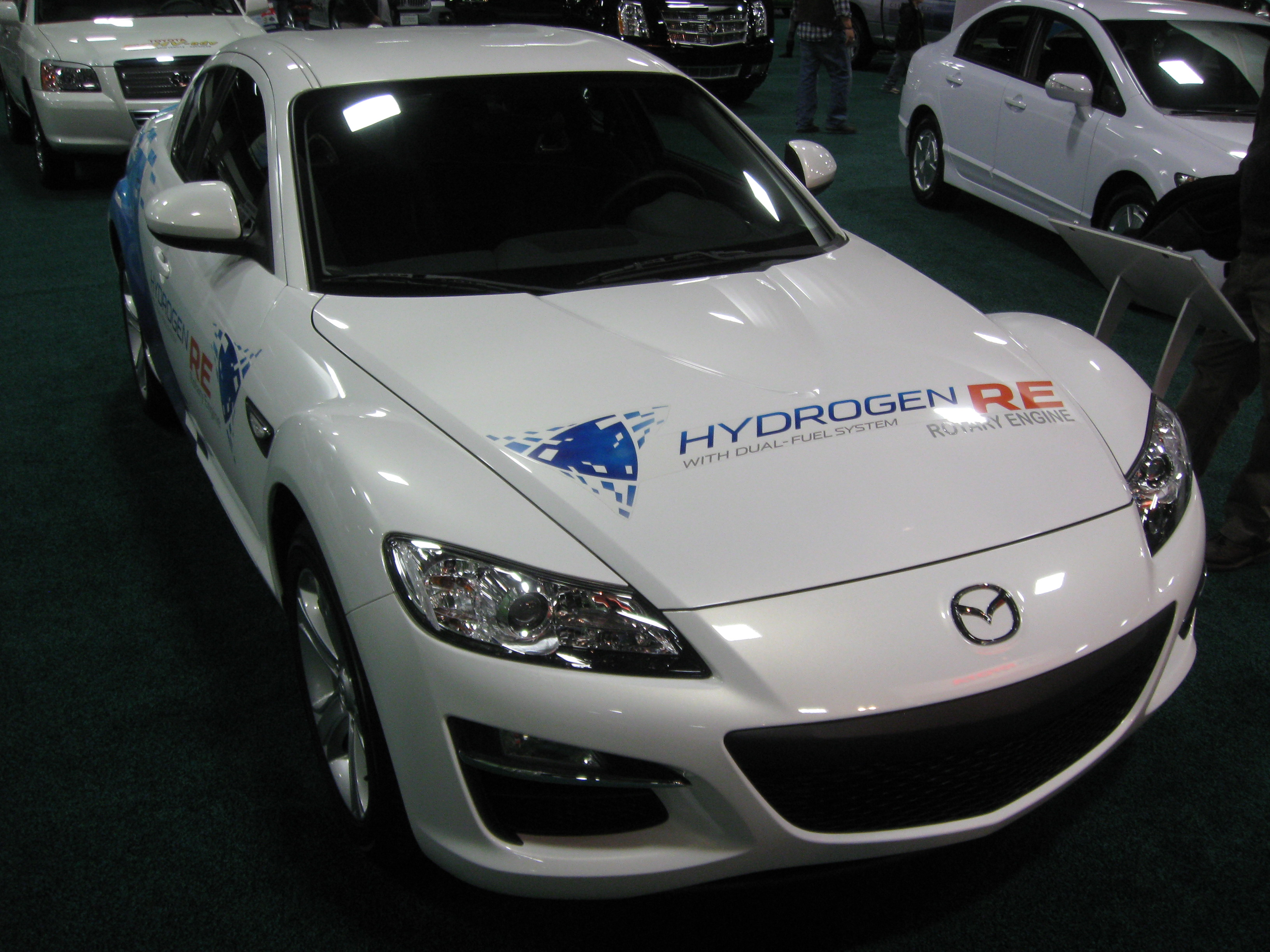
Mazda RX-8 Hydrogen

Mazda vodíkový motor vyvíjí od 90 let. Vodík jako palivo používá u upraveného Wankelova motoru v modelu RX-8 Hydrogen RE. U Wankelova motoru nedochází ke zpětnému zášlehu do sacího potrubí oproti běžnému pístovému motoru. V roce 2004 bylo vozidlo schváleno pro provoz na pozemních komunikacích. Od roku 2006 je Mazda začala komerčně pronajímat. Dalším modelem používající vodíkový Wankelův motor je Mazda Premacy Hydrogen RE Hybrid. Toto vozidlo využívá vodíkový rotační motor k výrobě elektrické energie pro elektromotor. Při tomto řešení je dosažena delší dojezdová vzdálenost.

#### Ford
Automobilka Ford vyvinula nákladní vozidlo Ford F-250 Super Chiev, které je vybaveno přeplňovaným motorem V10. Motor pracuje se třemi druhy paliva. Vodík, benzín a E85. V roce 2004 bylo představeno vozidlo H2 ICE Shuttle Bus, který měl desetiválcový přeplňovaný motor s obsahem 6,8 litrů. Maximální výkon byl 140kW

### Výhody vodíkových motorů proti benzínovým
- široký rozsah hořlavosti
- vyšší kompresní poměr
- snadné míchání vodíku se vzduchem
- nízké emise (podle bohatosti směsi i nulové emise), pokud je vodík vyroben z obnovitelných zdrojů[5]
- dostupnost zdroje vodíku

### Nevýhody vodíkových motorů proti benzínovým
- neexistující dostatečná výroba vodíku
  - nejlevnější výroba vodíku je ze zemního plynu, elektrolýza z vody je drahá
- velmi málo čerpacích stanic (v České republice dvě veřejné)
- náročná přeprava vodíku (zkapalněný vodík se přepravuje při –253 °C)
- problematické skladování (vodík má nejmenší atom, skrz materiály prochází, vrstvené materiály nádrží jsou neefektivní)
- předčasné vznícení směsi paliva (podle druhu palivové systému)
- objemné palivové nádrže (nízká hustota vodíku a tím i větší spotřeba)
- bezpečnost při havárii (vodík je prudce hořlavý)

Řešením by byla energeticky nenáročná chemická vazba vodíku (usnadnění skladování), avšak ta produkuje toxický benzen. Benzen sice zůstává v nádrži, ale hrozí riziko havárie. Pro funkci je navíc potřeba platinový katalyzátor (vzácný kov).

## Infrastruktura pro vodíková auta v České republice
Infrastruktura pro vodíková auta je stále ve vývoji, ale poslední roky[kdy?] došlo k několika významným pokrokům – především v dostupnosti sítě vodíkových čerpacích stanic.
Do roku 2023 bylo v České republice několik vodíkových čerpacích stanic, převážně ve velkých městech jako Praha, Brno nebo a Ostrava. Plány na rozšíření této sítě jsou podporovány jak státními, tak soukromými investicemi. Česká vláda a Evropská unie poskytují financování a podporu pro rozvoj infrastruktury pro alternativní paliva, včetně vodíku. Do roku 2025 by mělo v Česku fungovat 12 vodíkových čerpacích stanic a o pět let později jich má být 40. V Praze začal zkušební provoz vodíkových autobusů v r. 2024.

## Vodíkový palivový článek
Vozidla vybavená vodíkovým palivovým článkem jsou elektrická vozidla, které generují elektrickou energii z palivových článků. Elektrická energie vzniká chemickou reakcí vodíku a kyslíku ze vzduchu, kdy odpadním produktem je vodní pára. O této problematice pojednává článek Palivový článek.

### Novodobé vozy na vodíkový palivový článek
- Honda FCX Clarity
- Hyundai Nexo [8]
- Nissan X-Trail FCV
- Opel HydroGen4
- Mercedes-Benz GLC F-CELL[9]
- Toyota Mirai
- TriHyBus – autobus

### Galerie

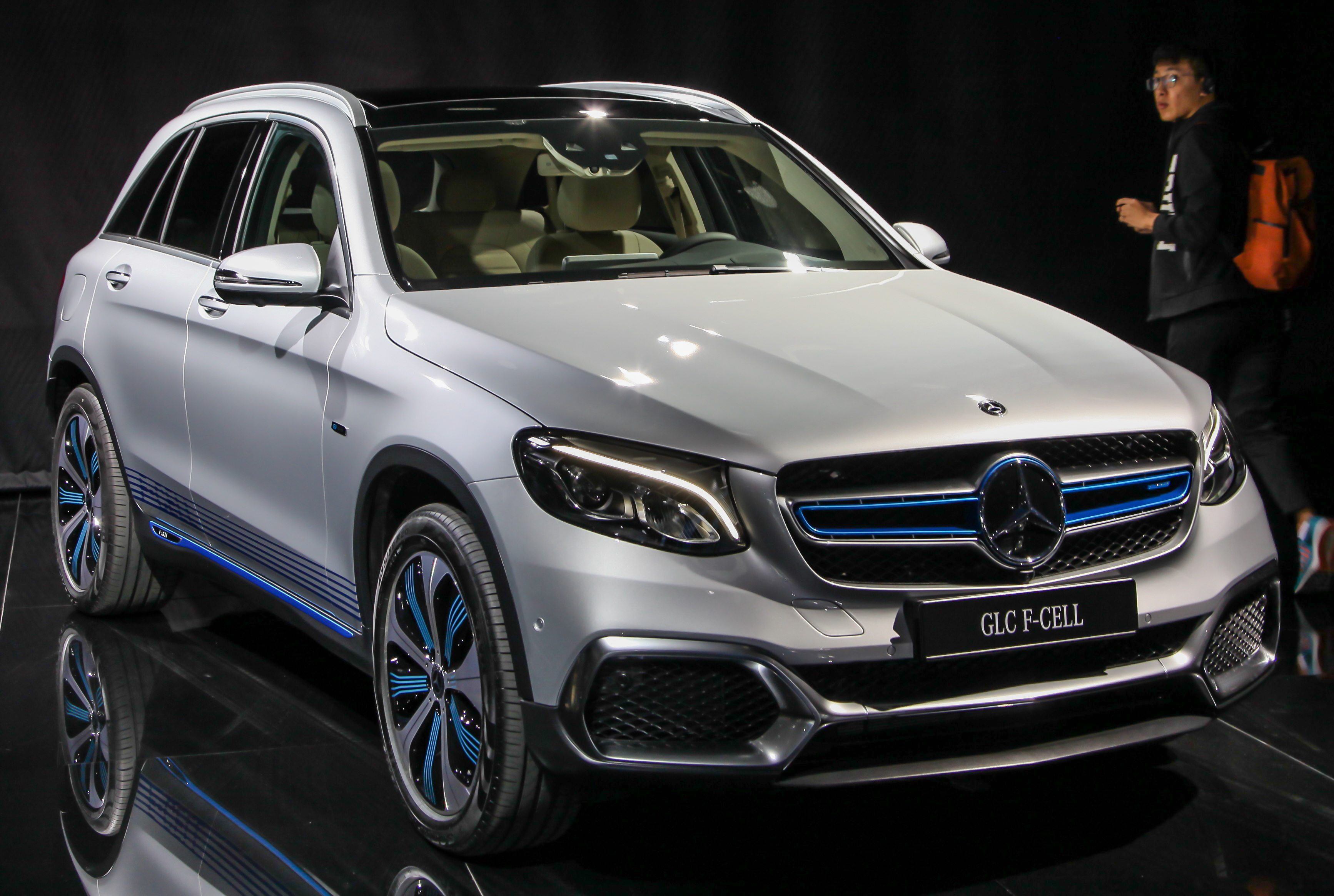
Mercedes-Benz GLC F-Ceel hybrid
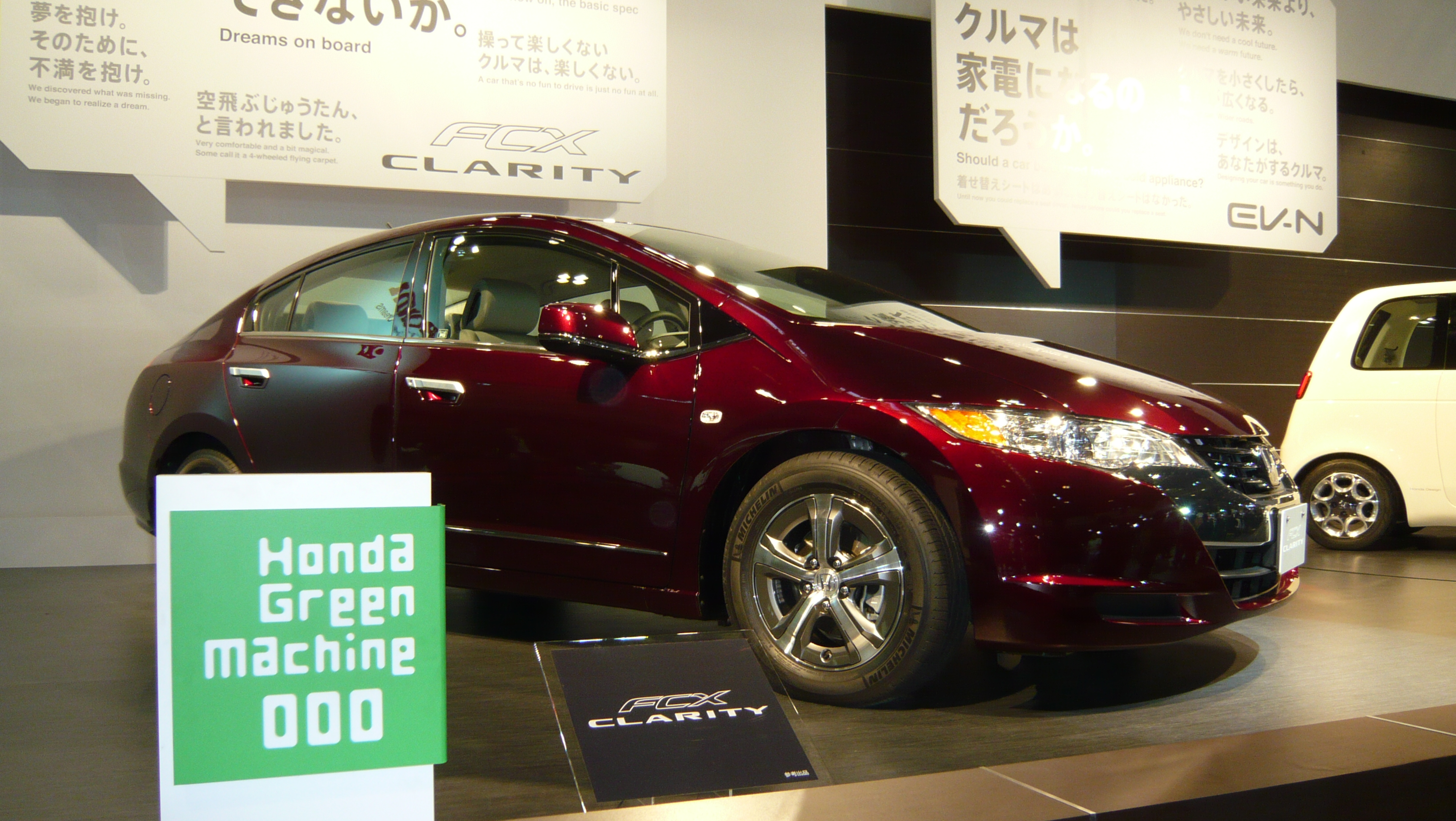
Honda FCX Clarity
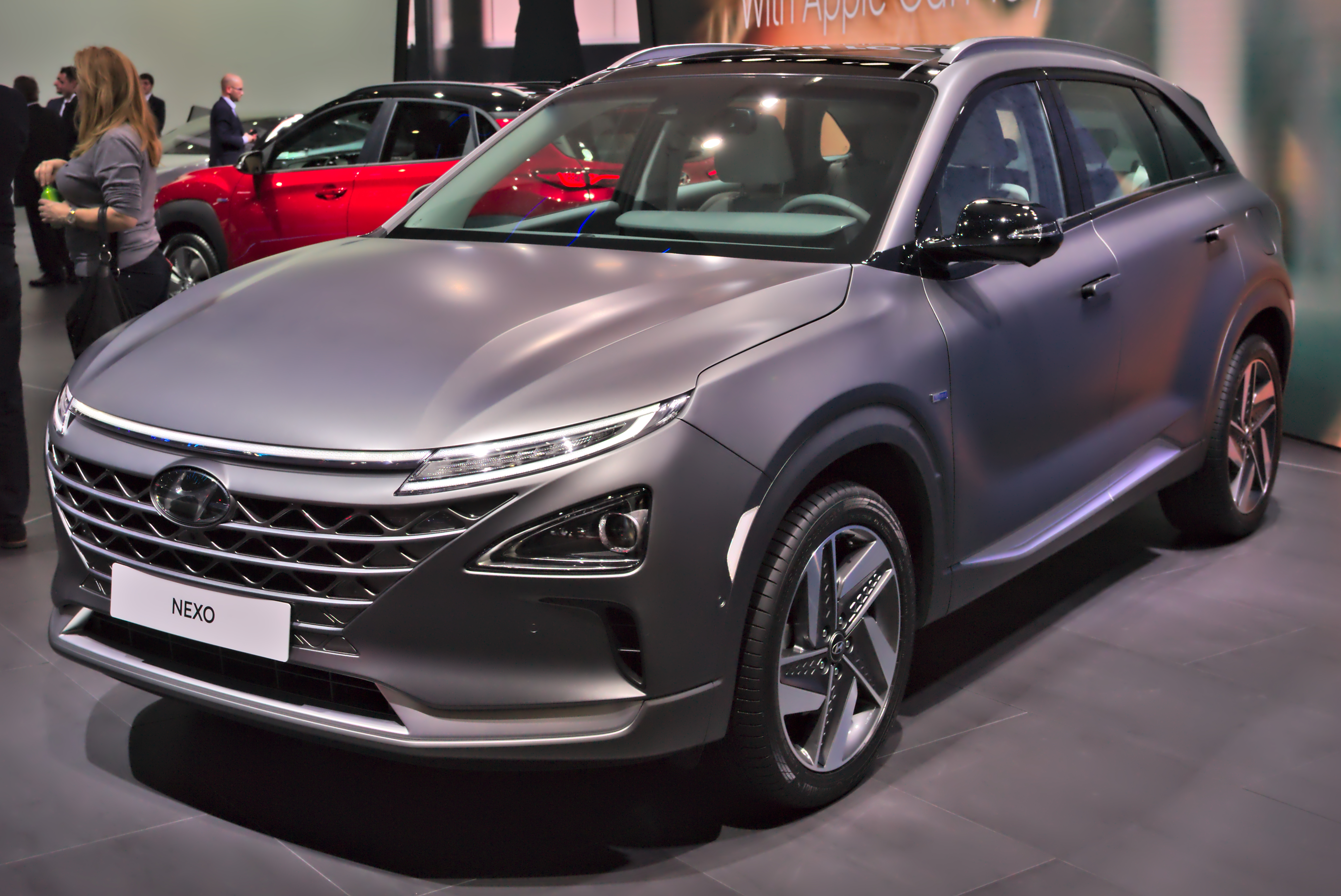
Hyundai Nexo
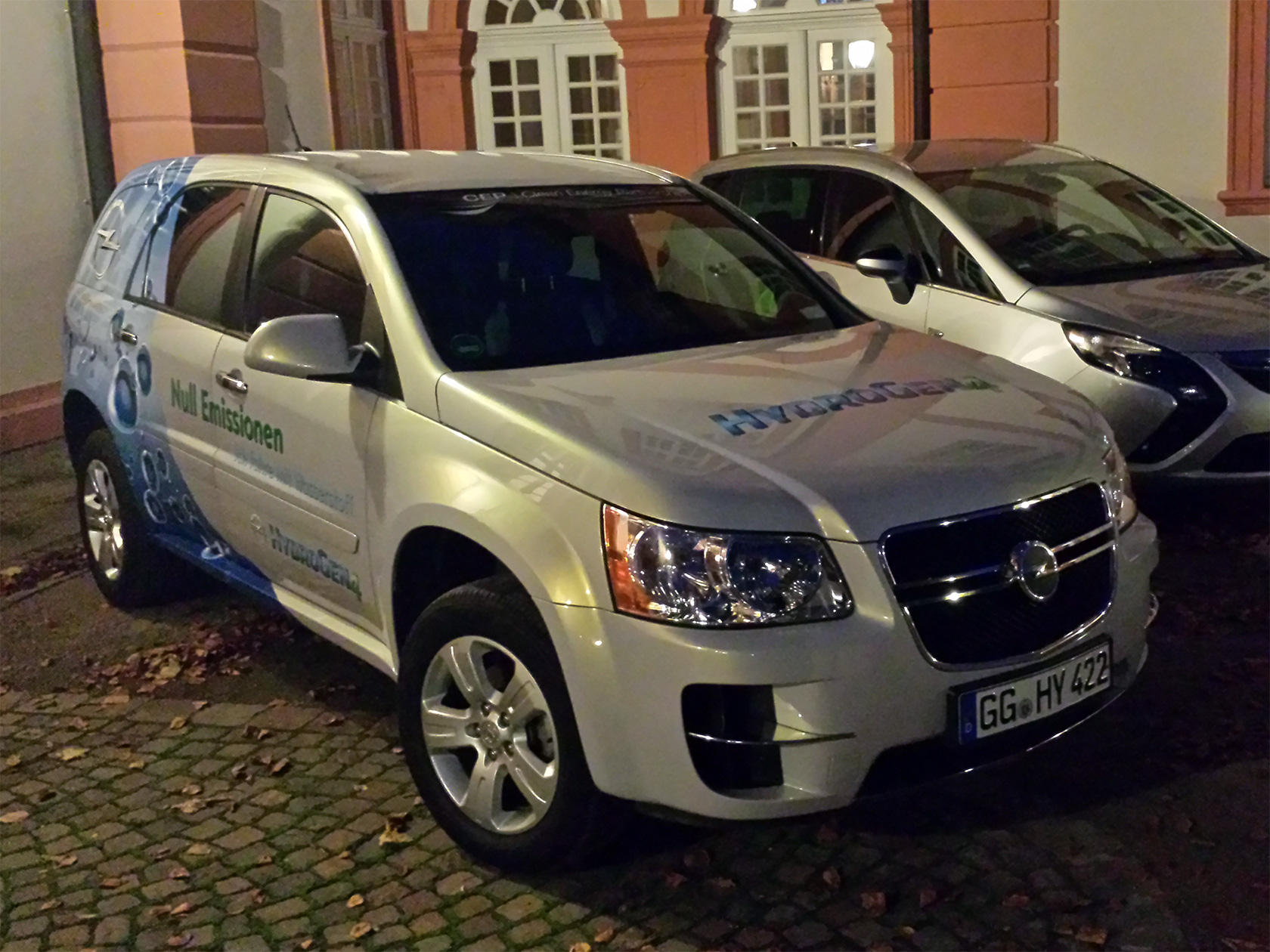
Opel Hydrogen 4